# Zuidwestfaals voetbalkampioenschap 1925/26
In 1925/26 werd het vierde Zuidwestfaals voetbalkampioenschap gespeeld, dat georganiseerd werd door de West-Duitse voetbalbond. 
De West-Duitse competities werden gespreid over 1924 tot 1926. Vorig seizoen werd na de heenronde al een kampioen afgevaardigd naar de eindronde, dit seizoen werd de terugronde gespeeld. 
Sportfreunde Siegen werd kampioen en plaatste zich voor de West-Duitse eindronde, vanaf dit seizoen mocht ook de vicekampioen naar een aparte eindronde. De zeven kampioenen bekampten elkaar in een groepsfase en de club werd voorlaatste. Bij de vicekampioenen werd Hagen laatste.

## Gauliga
| Plaats | Club                     | Wed. | W | G | V | Saldo | Ptn.  |
| ------ | ------------------------ | ---- | - | - | - | ----- | ----- |
| 1.     | Sportfreunde Siegen 1899 | 12   | 9 | 1 | 2 | 38:17 | 19:5  |
| 2.     | SpVgg Hagen 1911         | 12   | 7 | 1 | 4 | 28:30 | 15:9  |
| 3.     | VfB 07 Weidenau          | 12   | 5 | 4 | 3 | 26:25 | 14:10 |
| 4.     | Hagener SC 1905          | 12   | 5 | 1 | 6 | 24:24 | 11:13 |
| 5.     | FC 1908 Neheim           | 12   | 4 | 2 | 6 | 21:30 | 10:14 |
| 6.     | SuS 1908 Gevelsberg      | 12   | 4 | 1 | 7 | 24:29 | 9:15  |
| 7.     | TuS Wetter 1910          | 12   | 2 | 2 | 8 | 25:41 | 6:18  |

|  | Kampioen, geplaatst voor West-Duitse eindronde |
|  | Geplaatst voor West-Duitse eindronde           |
|  | Degradatie                                     |